# Nèpe
Nepa cinerea
Espèce
Nepa cinerea (la nèpe ou nèpe cendrée), est une espèce d'insectes hétéroptères, une grande punaise aquatique de la famille des Nepidae, de la sous-famille des Nepinae et du genre Nepa. 

## Description

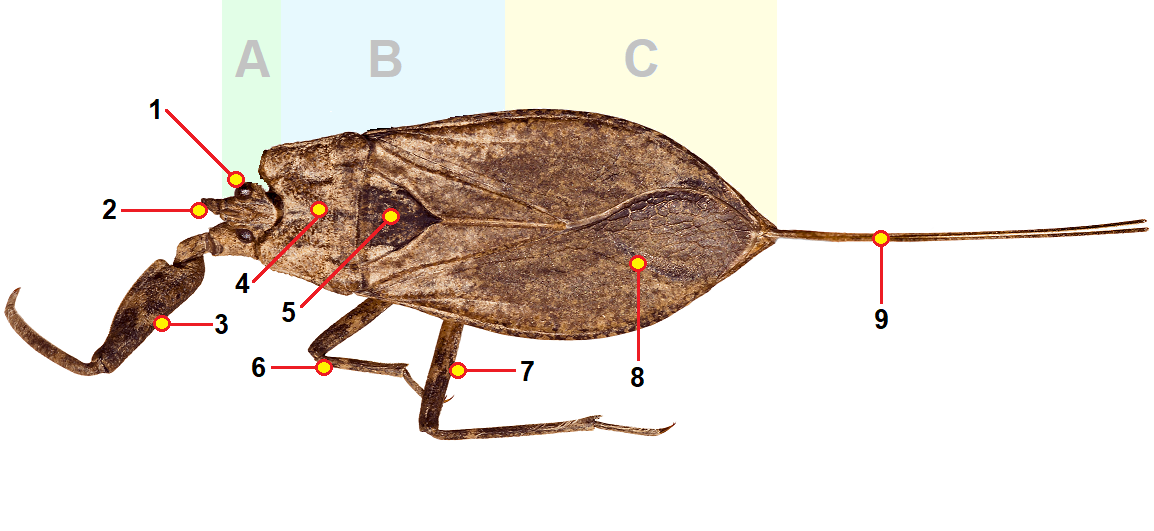
A. Tête 1. œil, 2. rostre. B. Thorax. 3. patte antérieure 4. pronotum, 5. scutellum, 6. patte médiane, 7. patte postérieure. C. Abdomen, 8. aile antérieure, 9. siphon respiratoire

Le corps est aplati, ovale allongé, de couleur brune, avec le dos de l'abdomen pouvant être rouge. Les antennes courtes sont abritées dans des fossettes entre la tête et le thorax, et le rostre, segmenté, est court. Les pattes antérieures sont ravisseuses, avec le tibia qui se replie sur le fémur, alors que les deux autres paires ne présentent pas d'adaptation particulière à la nage. Les antennes ne sont pas visibles, et le rostre est assez court, segmenté. La tête, petite et fortement enclavée dans le bord antérieur du pronotum, ne comporte pas d'ocelles. Les yeux sont petits mais proéminents. L'espèce est très variable. Sa taille atteint 22,5 mm sans les appendices (pattes, antennes et siphon). La distinction avec les autres espèces de Nepa se base principalement sur l'analyse des organes génitaux des mâles. Une variabilité morphologique a été constatée, avec des tarses postérieurs plus longs et un corps plus grand lorsque les plantes aquatiques sont moins abondantes dans le milieu. 

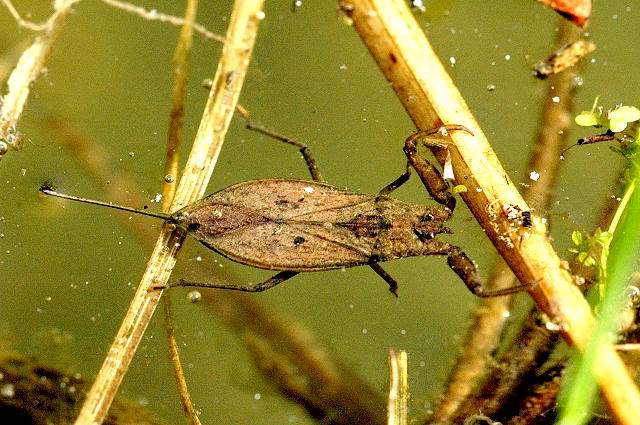
Dans un milieu lacustre
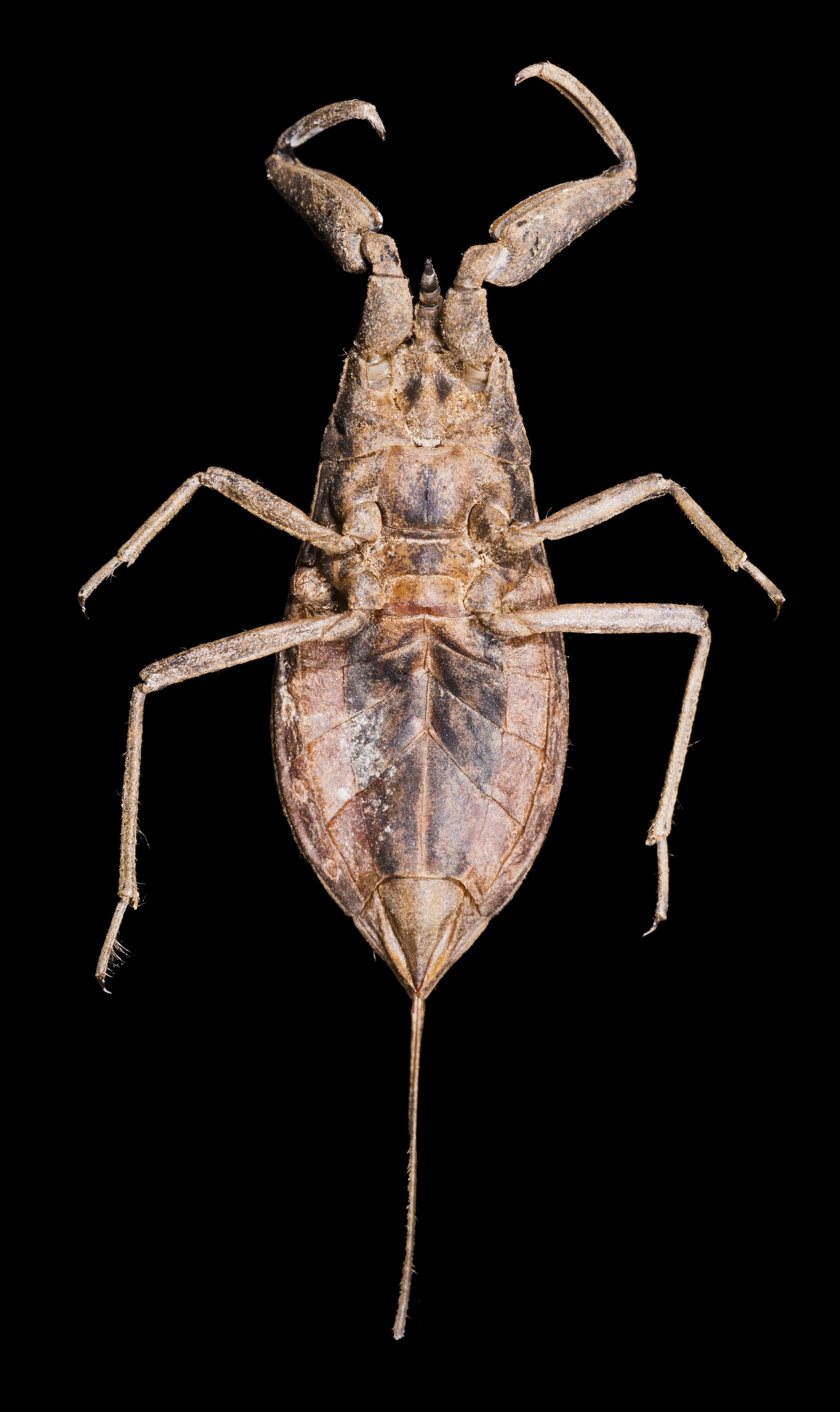
Face ventrale
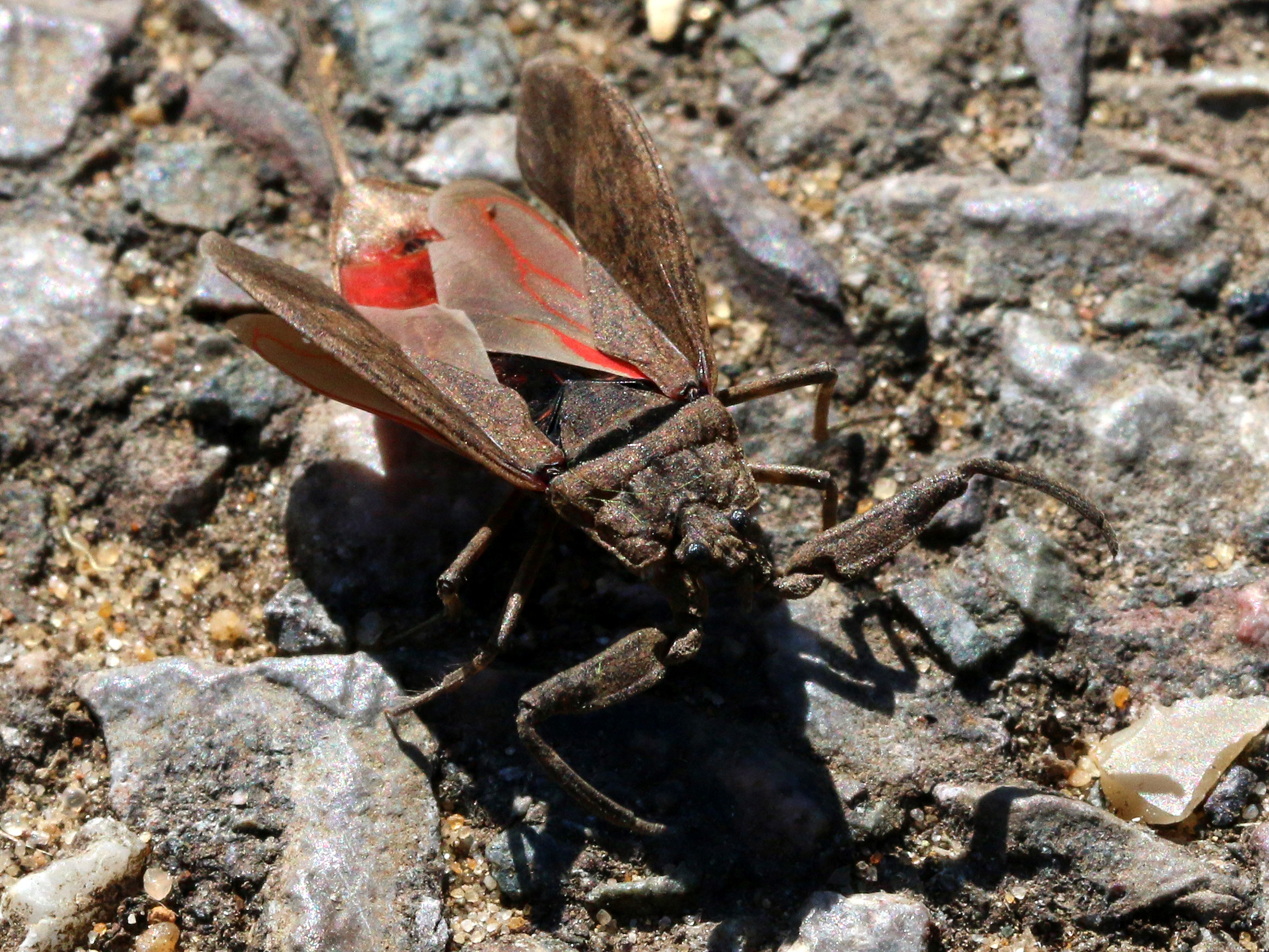
Nèpe cendrée avec les ailes ouvertes, montrant la couleur rouge de l'abdomen.
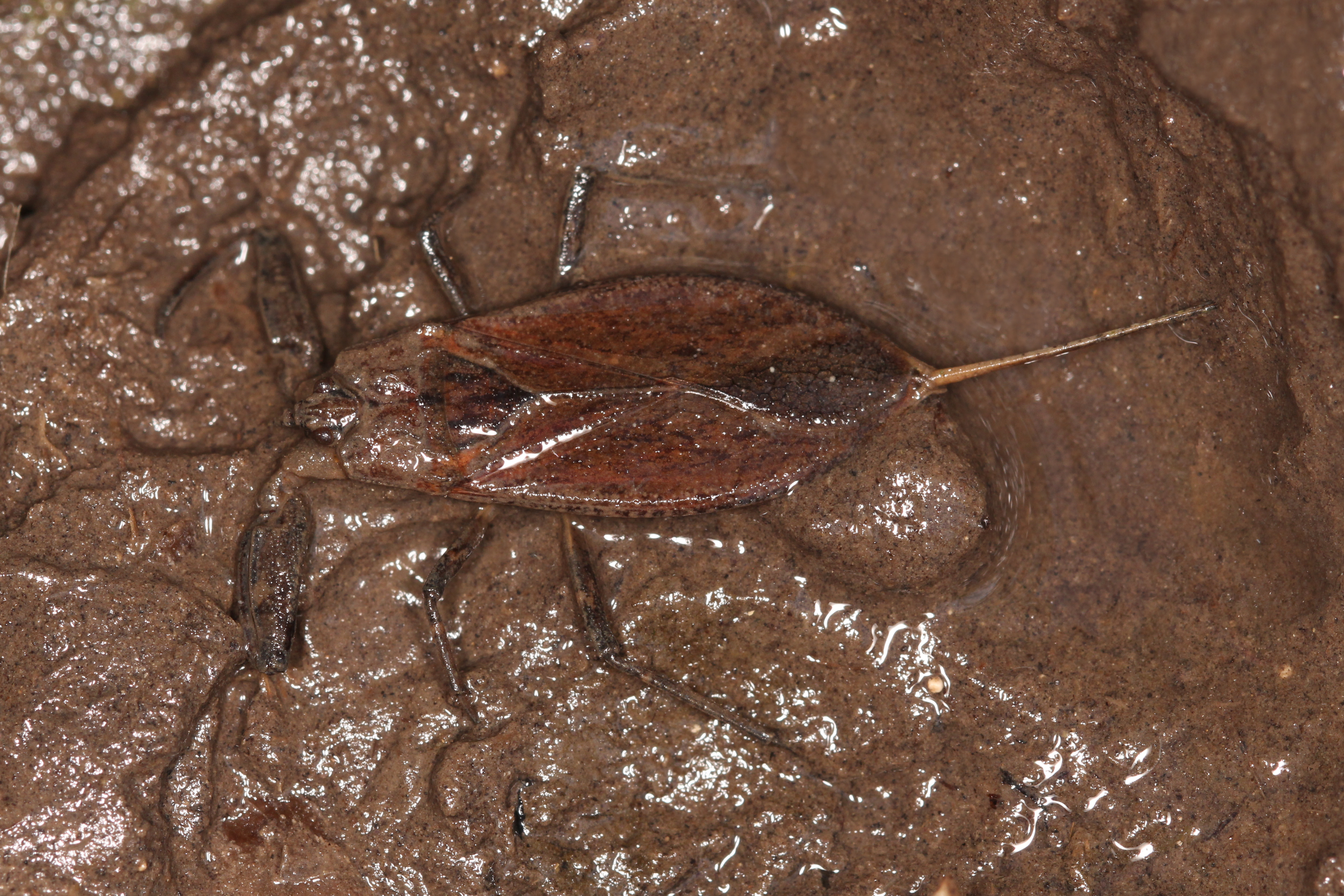
Une nèpe cendrée dans de la vase (Allemagne)

## Répartition et habitat
On rencontre cette espèce dans toute l'Europe, en Afrique du Nord à l'ouest jusqu'à l'est de la Chine et la région de l'Amour en Sibérie. 
On la rencontre dans les étangs et étendues d'eau peu profondes (mais elle peut également se retrouver accidentellement dans des piscines). On la rencontre également dans des cours d'eau calmes et des canaux. Elle préfère les milieux ombragés, avec une végétation modérément dense et des branches submergées. 
Nepa cinerea a également été retrouvée dans trois grottes à eau sulfureuse du Latium en Italie. Tous les stades de juvéniles et des adultes, ainsi que des accouplements, ont été observés, à tous les mois de l'année, ce qui témoigne d'une présence non accidentelle. Elles s'y nourrissent d'Asellidae (crustacés Isopodes, c'est-à-dire cloportes). De ce fait, elle rejoint l'espèce voisine Nepa anophthalma, découverte dans l'une grotte de Movile en Roumanie, comme espèce stygobionte.

## Biologie

### Prédation
Cette punaise est prédatrice de vers aquatiques, d'insectes aquatiques (larves ou adultes), de petits crustacés, et peut même se saisir d'alevins. Sa capacité à manger des larves de moustiques fait d'elle un potentiel moyen de lutte biologique contre ceux-ci. Elle chasse à l'affût, immobile, en attendant que les proies passent à sa portée, qu'elle attrape avec ses pattes antérieures, et qu'elle pique avec son rostre, lui injectant une salive toxique et digestive, qui lui permet ensuite d'aspirer les sucs digérés. Ses déplacements sont lents et sa couleur lui permet de passer inaperçue dans les zones vaseuses encombrées de débris végétaux qu'elle affectionne.
S'il est saisi, l'animal peut piquer et générer une douleur similaire à celle d'une piqûre de guêpe, mais qui durera moins longtemps.

### Système respiratoire
La nèpe a une respiration trachéenne. Elle respire par l'intermédiaire d'un siphon caudal qui conduit l'air directement aux trachées, en remontant périodiquement à la surface. L'air est stocké entre les ailes et l'abdomen par des poils hydrofuges. Elle peut ainsi respirer y compris sous la glace, en hiver, en cherchant les bulles d'air, voire hiverner, en ralentissant son métabolisme.

### Mode de déplacement
Si la nèpe est le plus souvent dans l'eau, près de la surface et des rives ou de débris flottants (dû à son besoin de revenir chercher de l'air), l'animal sait aussi très bien marcher sur la terre ferme, ce qu'elle fait fréquemment au printemps pour la saison des amours. 
Bien qu'elle passe l'essentiel de son temps dans l'eau, l'absence de pattes natatoires est une limite à son bon déplacement, c'est dans cette idée qu'elle effectue plutôt des mouvements dits « pédibus ». 

#### Vol

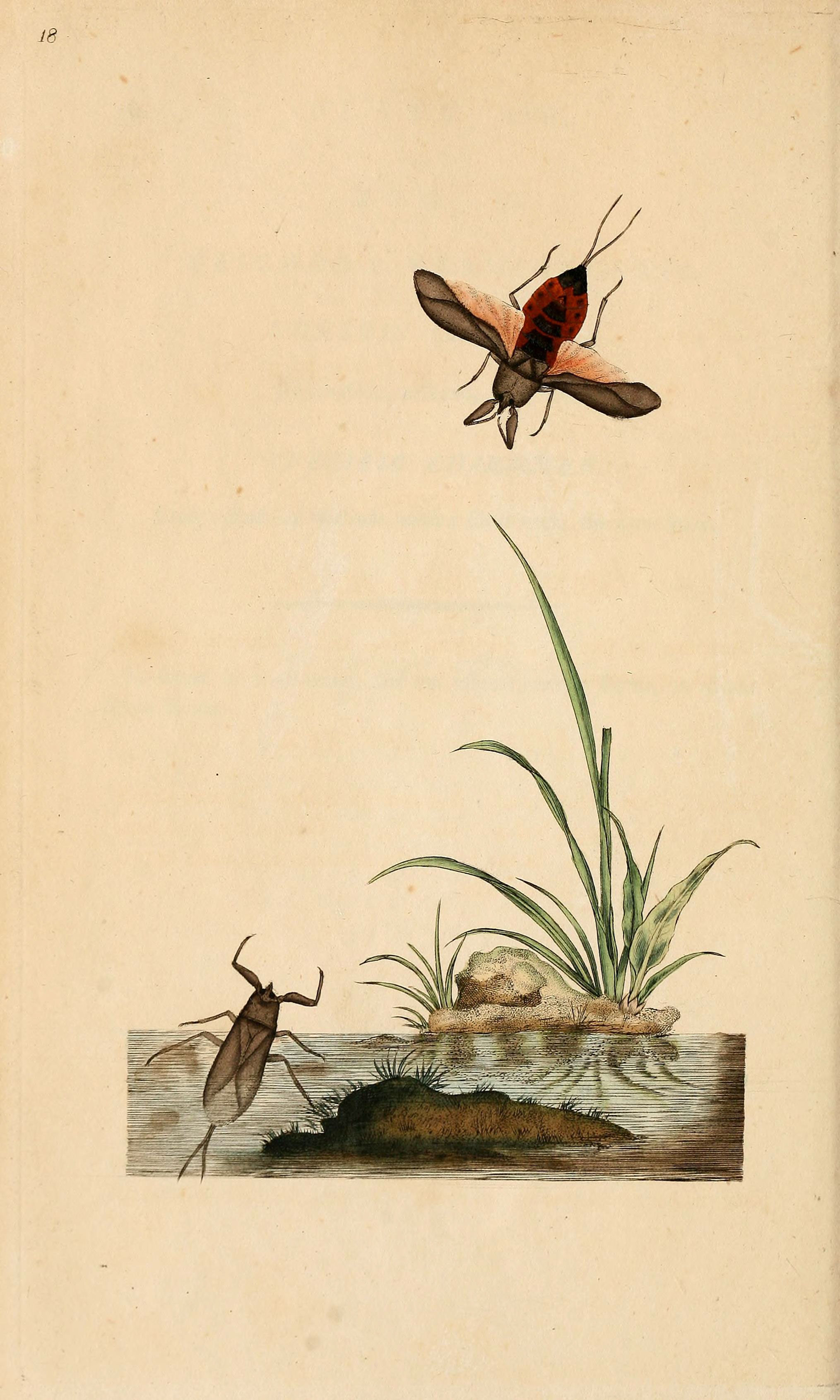
Gravure de E. Donovan, entre 1792 et 1813

Enfin, la nèpe sait aussi voler, contrairement à ce que l'on pourrait en attendre, mais ce vol est rarement observé. En effet, l'animal utilise cette capacité pour passer d'étang à étang. Avant de s'envoler, après être sortie de l'eau, elle enlève l'eau de son corps avec ses pattes arrière, elle cherche un endroit ensoleillé, elle se laisse sécher et réchauffer, elle replie ses pattes avant le long de son pronotum, elle plie celui-ci en avant, laissant apparaître une zone noire entre celui-ci et le scutellum, et elle procède à un mouvement de pompe avec l'abdomen pour chauffer son corps, puis elle ouvre ses ailes et s'envole. L'envol peut se faire soit plus ou moins horizontalement, soit plus verticalement. 

### Cycle de développement
La reproduction a lieu au printemps. Le mâle se met à côté de la femelle, qu'il accroche avec son tibia antérieur sur l'arrière du pronotum, avec sa patte médiane à la partie postérieure de l'abdomen. Il tord son abdomen de manière à placer la face dorsale du dernier segment abdominal, avec les organes reproducteurs, sous celui de la femelle. Lors de la ponte, celle-ci accroche ses œufs à des plantes aquatiques près de la surface. Ils respirent grâce à des processus respiratoires en forme de filaments. Les juvéniles ressemblent aux adultes, mais n'ont pas d'ailes ni de siphon respiratoire, qui apparaissent à la dernière mue, au stade adulte.

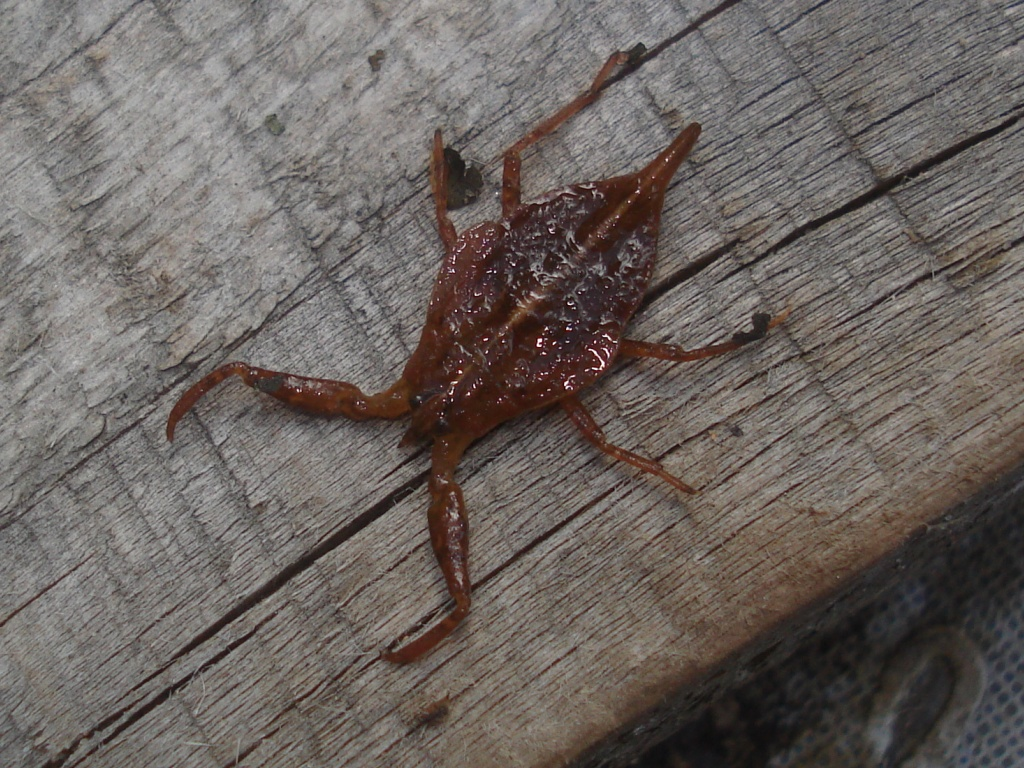
Juvénile de Nèpe cendrée
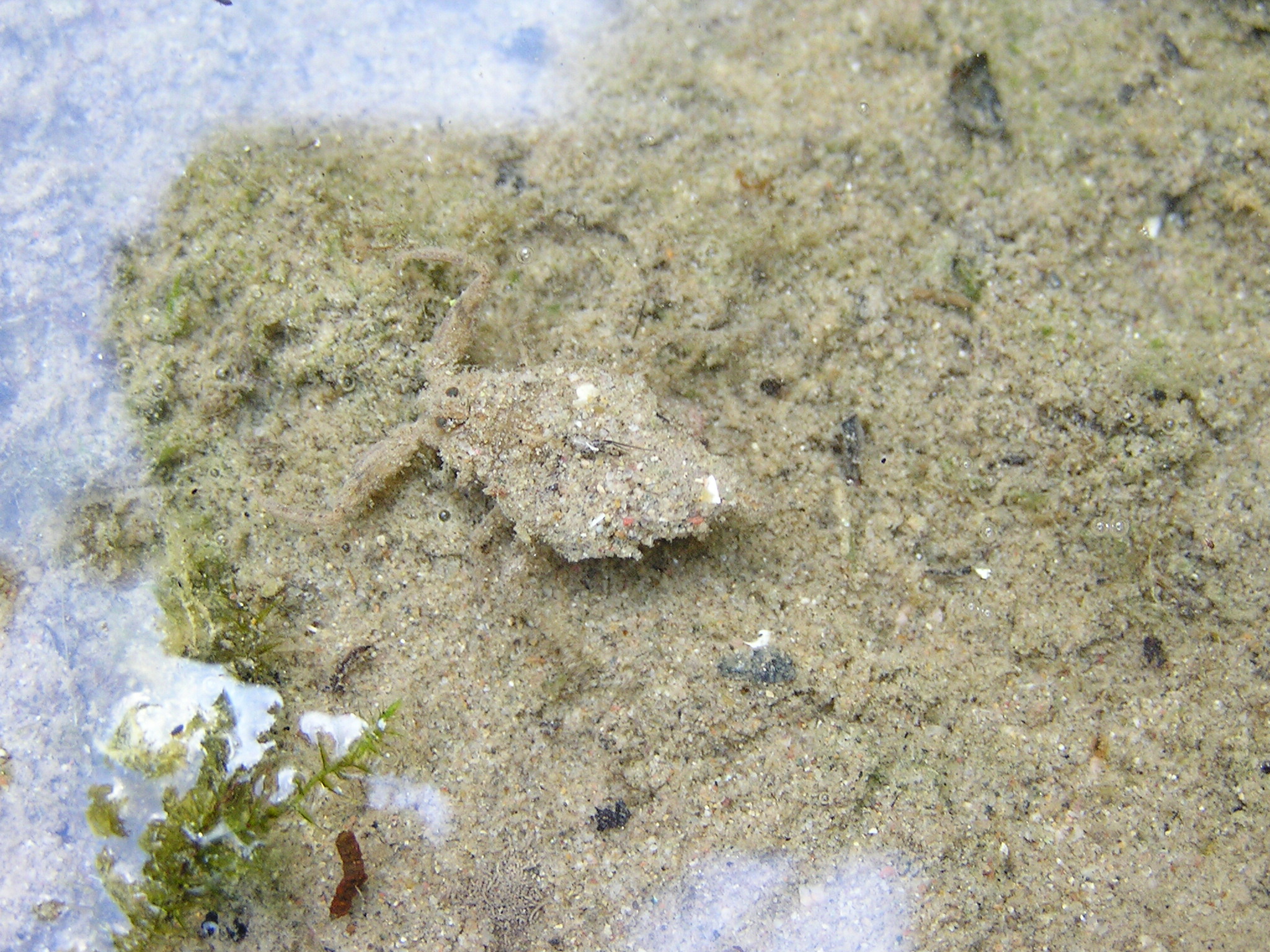
Autre juvénile, camouflée avec des débris du fond vaseux

### Génétique
Nepa cinerea présente 33/36 chromosomes, soit 14 paires d'autosomes (chromosomes non sexuels) et un système de chromosomes sexuels multiples, X1X2X3X4Y chez le mâle, et  X1X1X2X2X3X3X4X4 chez la femelle. Certains chromosomes présentent des télomères en séquence répétée TTAGG.
Une variabilité génétique importante a été rencontrée entre les différentes espèces du genre, ainsi qu'entre des individus de l'ouest de la Méditerranée associés à N. cinerea et à N. sardiniensis. 

### Parasites

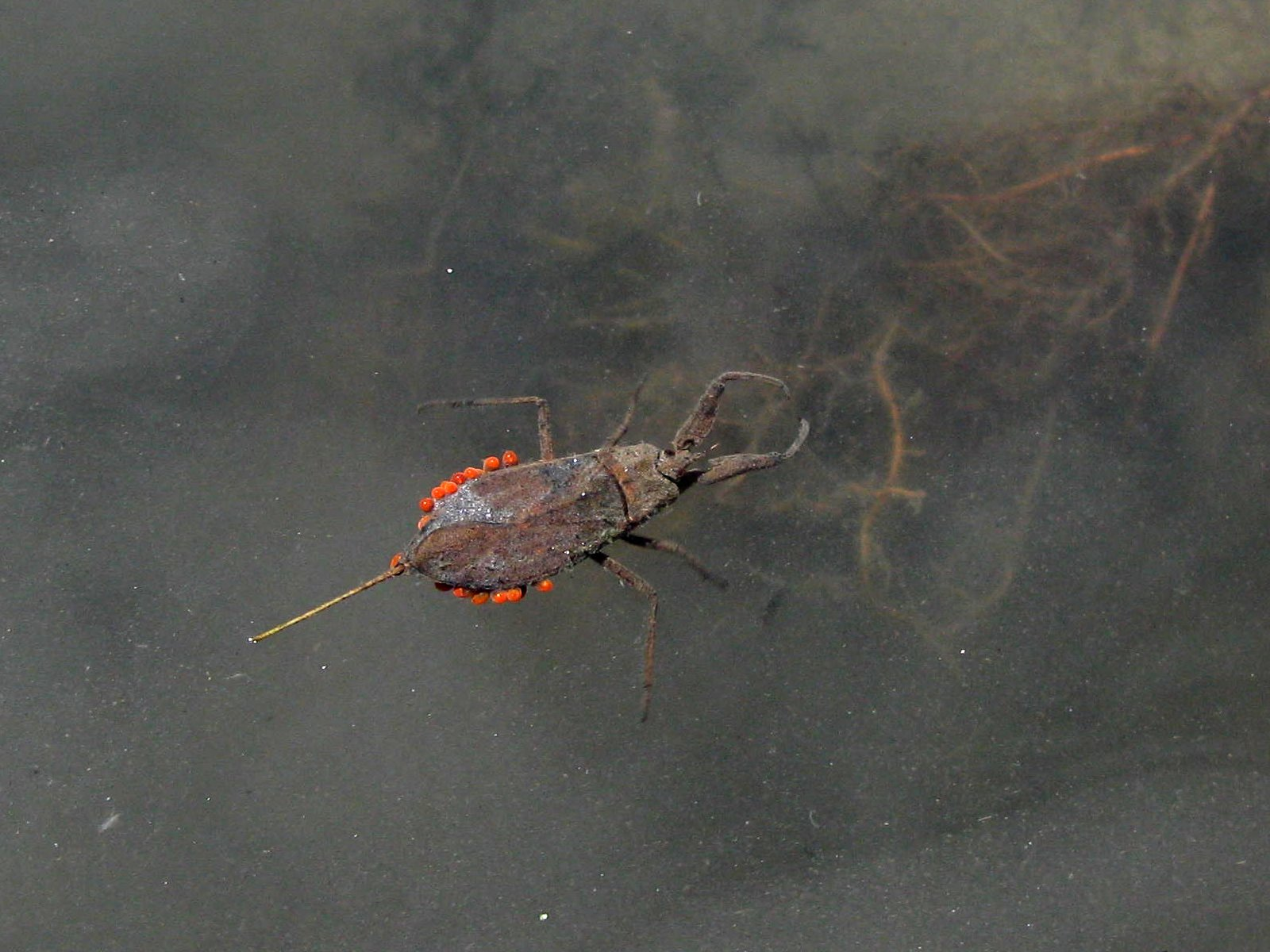
Une Nèpe cendrée parasitée par de nombreux acariens (Hydrachnida)

Plusieurs parasites ont été retrouvés chez cette espèce. Raymond Poisson et J. J. Lipa mentionnent 
- Leptomonas jaculum (Léger, 1902) (Protiste Trypanosomatidae),
- Coleorhynchus heros (Schneider, 1885) (Apicomplexa, Actinocephalidae) et Barrouxia ornata Schneider, 1886 (Apicomplexa, Eimeriidae),
- Nosema nepae Poisson, 1928 et Nosema bialoviesianae J.J.Lipa, 1966 (Fungi, Nosematidae)
- Thelohania nepae J.J.Lipa, 1966 (Microsporidiomycota, Thelohaniidae)
- Bradynema nepae Poisson, 1933 (un nématode Allantonematidae)
- les hyménoptères Prestwichia aquatica Lubbock, 1864 (Trichogrammatidae) et Thoron sp. (Scelioninae) qui parasitent les œufs
- diverses espèces d'Hydrachnidia (Acariens).

## Systématique
L'espèce a été décrite par le naturaliste suédois Carl von Linné en 1758, et constitue l'espèce type du genre Nepa. La confusion a longtemps régné avec N. rubra, avant que cette dernière ne soit définitivement synonymisée à la suite d'une recherche et de la demande de I. M. Kerzhner.
Cette espèce appartient à un complexe d'espèces qui comprend également N. anophthalma et N. sardiniensis.

### Synonymie
Plusieurs taxons et formes ont été décrits au fil du temps, et aujourd'hui considérés comme des synonymes, :
- Nepa cinerea var. major Bergevin, 1926
- Nepa cinerea var. minor Puton, 1886
- Nepa cinerea var. orientalis Esaki, 1928
- Nepa cinerea poissoni Tamanini, 1973
- Nepa dollfusi Esaki, 1928
- Nepa remyi Poisson, 1961
- Nepa rubra Linné, 1758[21]
- Nepa seurati Bergevin, 1926